# Charles Waldo Haskins

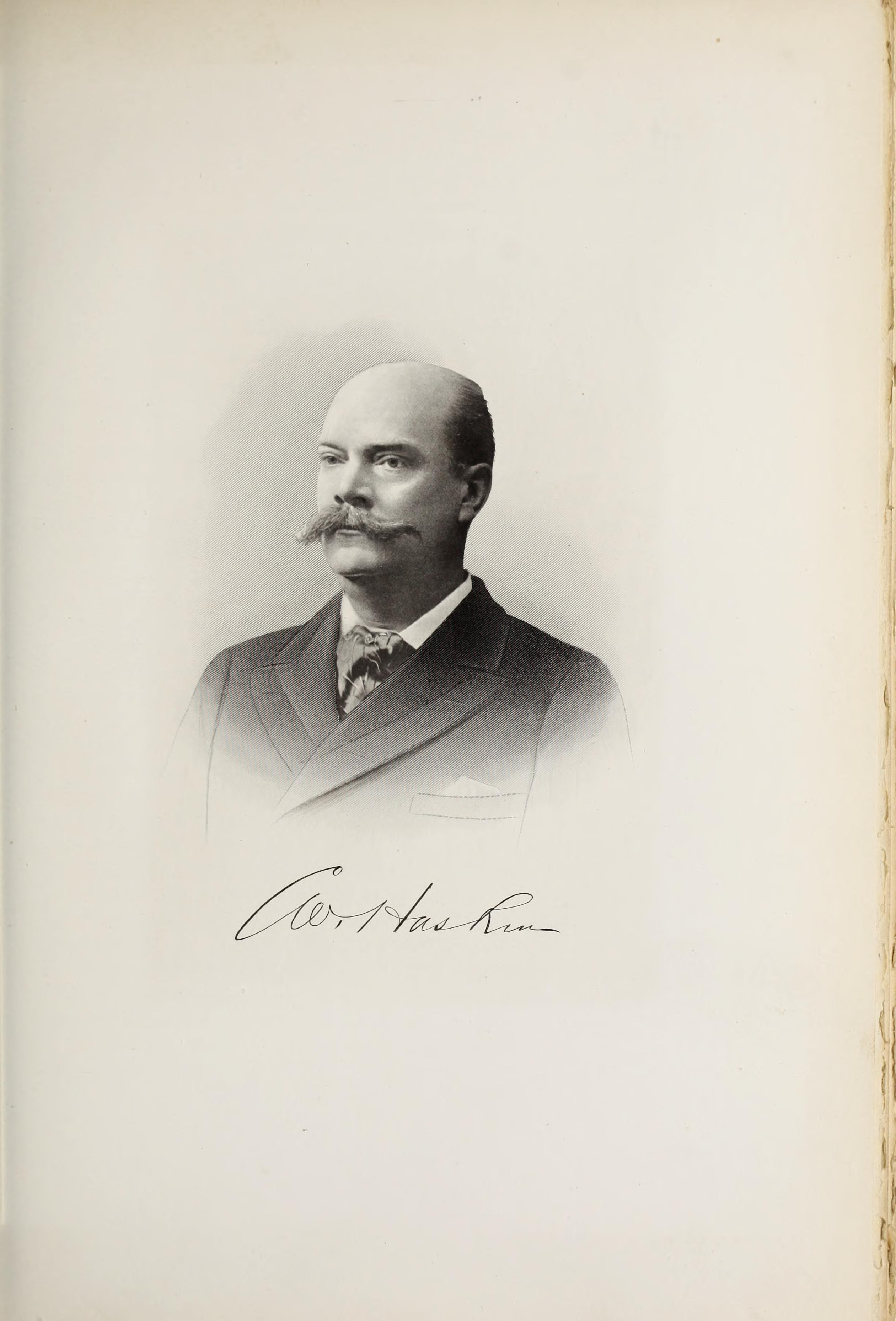
Charles Waldo Haskins

Charles Waldo Haskins (11 de enero de 1852 – 9 de enero de 1903) fue uno de los fundadores de la compañía de contabilidad Haskins and Sells, una precursora de Deloitte.
Nació en 1852 en el seno de una reputada familia de los EE. UU. (cabe destacar que su tío era Ralph Waldo Emerson).
Haskins fue educado en la Instituto Politécnico de Brooklyn y en la Universidad de Nueva York y posteriormente completó sus estudios en París. Su mujer, Henrietta Havemeyer, con la que se casó en 1885, provenía de una familia incluso más rica que la propia. El tío de esta fue dos veces alcalde de la ciudad de Nueva York y su abuelo controló la American Sugar Refining Company ("Domino"). Descendiente de John Howland, un cantante de Mayflower Compact, Haskins fue un miembro neoyorquino de Sons of Liberty y otras sociedades locales junto con la marca local de la familia Adams, con la que estaba relacionado también.
Haskins abogó por unos principios unificados y fiables de la contabilidad, dando conferencias en historia y métodos de esta. Fue conocido por describir la contabilidad pública como "el médico consultor de las finanzas y el comercio". Haskins sostuvo que la contabilidad pública "entiende la anatomía y fisiología de los negocios y las normas de salud de corporaciones, sociedades y empresas individuales. Él dignostica condiciones anormales y sugiere remedios aprobados comúnmente. Su estudio e interés es la solidez del mundo de los asuntos de negocios."
Haskins estuvo fuertemente involucrado en la codificación de títulos y creó la legislación y el cuerpo base que definieron el primer título de "Contable Público Certificado (Certified Public Accountant)" del país para el estado de Nueva York, el cual fue ulteriormente emulado a lo largo y ancho de los EE. UU.
El señor Haskins tomó el puesto de presidente de la New York State Society of CPA (Sociedad de Contables Públicos Certificados del Estado de Nueva York) y la American Society for CPAs (Sociedad Americana de Contables Públicos Certificados). En 1900, Haskins fundó, junto con Elijah Watts Sells la primera escuela profesional de negocios, The School of Commerce, Accounts, and Finance of New York University, y el primer programa univeritario de contabilidad de América. Haskins fue el primer decano de la escuela, una posición que sostuvo hasta su muerte por neumonía en 1903.
Un obituario en un destacado periódico neoyorquino aludió a su carácter, logros y circunstancias:
"El Sr. Haskins ocupó una posición singular y única en relación a sus compañeros de profesión; alejado de todas las baladíes envidias engendradas por la batalla por un sustento; poseyendo medios más que suficientes para atender a las necesidadess de sí mismo y de su familia, él dio sin reservas tiempo, dinero e influencia a cada paso conducente a colocar a los contables públicos certificados al nivel, a los ojos del mundo, de las profesiones de derecho y medicina."